# Rhinopomastus cyanomelas
La abubilla arbórea cimitarra (Rhinopomastus cyanomelas) es una especie de ave bucerotiforme de la familia Phoeniculidae. Está ampliamente extendida en África al sur del Sahara.

## Subespecies
Se reconocen las siguientes subespecies:
- R. cyanomelas cyanomelas (Vieillot, 1819)
- R. cyanomelas schalowi Neumann, 1900